# Vallée de l'Almache en amont de Gembes
Vallée de l'Almache en amont de Gembes este o arie protejată (arie specială de conservare — SAC, sit de importanță comunitară — SCI, arie de protecție specială avifaunistică — SPA) din Belgia întinsă pe o suprafață de 1.284,6 ha, integral pe uscat.

## Localizare
Centrul sitului Vallée de l'Almache en amont de Gembes este situat la coordonatele 49°58′36″N 5°01′43″E / 49.976801°N 5.028664°E.

## Înființare
Situl Vallée de l'Almache en amont de Gembes a fost declarat arie de protecție specială avifaunistică în decembrie 2016 pentru a proteja 15 specii de animale. Alte tipuri de protecție:
- sit de importanță comunitară (în octombrie 2002)
- arie specială de conservare (în decembrie 2016)[1][3][4]

## Biodiversitate
Situată în ecoregiunea continentală, aria protejată conține 14 habitate naturale: Ape stătătoare oligotrofe până la mezotrofe, cu vegetație de Littorelletea uniflorae și/sau de Isoëto-Nanojuncetea, Lacuri eutrofice naturale cu vegetație de tip Magnopotamion sau Hydrocharition, Cursuri de apă de la nivel de câmpie la nivel montan, cu vegetație Ranunculion fluitantis și Callitricho-Batrachion, Pajiști uscate europene, Formațiuni ierboase bogate în specii de Nardus, dezvoltate pe substraturi silicioase în zone montane (și în zone submontane, în Europa continentală), Pajiști cu Molinia pe soluri calcaroase, turboase sau argilos-nămoloase (Molinion caeruleae), Liziere de ierburi înalte hidrofile de câmpie și de nivel montan până la alpin, Fânețe de joasă altitudine (Alopecurus pratensis, Sanguisorba officinalis), Mlaștini turboase de tranziție și turbării mișcătoare, Pante stâncoase silicioase cu vegetație casmofită, Păduri de fag Luzulo-Fagetum, Păduri de stejar sau de stejar și carpen sub-atlantice și medio-europene de Carpinion betuli, Păduri acidofile de stejar bătrân cu Quercus robur pe câmpii nisipoase, Păduri aluvionare cu Alnus glutinosa și Fraxinus excelsior (Alno-Padion, Alnion incanae, Salicion albae).
La baza desemnării sitului se află mai multe specii protejate:
- păsări (9): cocoșul de mesteacăn (Bonasa bonasia), barză neagră (Ciconia nigra), ciocănitoarea de stejar (Dendrocopos medius), ciocănitoare neagră (Dryocopus martius), egretă albă (Egretta alba), sfrâncioc roșiatic (Lanius collurio), sfrâncioc mare (Lanius excubitor), gaia roșie (Milvus milvus), viespar (Pernis apivorus)
- amfibieni (1): triton cu creastă (Triturus cristatus)
- mamifere (2): liliac cărămiziu (Myotis emarginatus), liliac comun (Myotis myotis)
- nevertebrate (1): Lycaena helle
- pești (2): zglăvoacă (Cottus gobio), cicar (Lampetra planeri)

Pe lângă speciile protejate, pe teritoriul sitului au mai fost identificate 7 specii de plante, 5 specii de amfibieni, 4 specii de mamifere, 2 specii de nevertebrate.